# Boxmeer
Boxmeer és un municipi de la província del Brabant del Nord, al sud dels Països Baixos. L'1 de gener del 2009 tenia 28.579 habitants repartits sobre una superfície de 113,95 km² (dels quals 2,41 km² corresponen a aigua). Limita al nord amb Cuijk i Gennep, a l'oest amb Sint Anthonis, a l'est amb Bergen (Limburg) i al sud amb Venray (L) i Meerlo-Wanssum (L).

## Ajuntament
- SP 6 regidors
- CDA 4 regidors
- LOF/BB '86 1 regidor
- LOF/Dorpslijst Oeffelt 2 regidors
- LOF/Lijst Overloon 2 regidors
- Vijf Dorpen Belang 2 regidors
- VVD 1 regidor
- LOF/Belangengroep Rijkevoort 1 regidor
- PK2002 1 regidor
- LOF/Politiek Beugen 1 regidor

## Agermanament
- Sigmaringen